# گمینا سوخووولا
گمینا سوخووولا (به لهستانی:  Gmina Suchowola) یک گمینا در لهستان است که در شهرستان سوکووکا واقع شده‌است. گمینا سوخووولا ۲۵۵٫۸۹ کیلومتر مربع مساحت و ۷٬۳۵۰ نفر جمعیت دارد.